# Інал аль-Ашраф
Аль-Малік аль-Ашраф Сайф ад-Дін Абу ан-Наср Інал аль-Алаї аз-Захірі ан-Насірі аль-Айруд (араб. سيف الدين إينال العلائي; 1381 — 26 лютого 1461) — мамелюкський султан Єгипту з династії Бурджитів. Він отримав прізвисько «аль-Арджуд» через рідку бороду.

## Життєпис
Народився в Каїрі в 1381 році в родини черкеського купця. Спочатку його купив торговець Ала ад-Дін, який дав йому нісбу «аль-Алаї». 1397 року Ала ад-Дін продав Інала султану Баркуку, звідси його друга нісба «аз-Захірі». Інал став тут мамлюком, пройшовши відповідну військову підготовку.
Після смерті Баркука 1399 року султан Фарадж надав вільну Іналові та зарахував його до своєї хасакії («особистої свити»). Таким чином, він отримав додаткову нісбу «ан-Насірі». За султанату Ахмада I в 1421 році він був призначений еміром десяти мамлюків. Пізніше, у 1422 році, султан Барсбей підвищив його до звання еміра барабанів.
У 1427 році Барсбей підвищив Інала до еміра сорока (друга посада у військовому щаблі). У 1428 році його було призначено наїбом (губернатором) Гази. Під час його перебування на посаді бургундський шпигун Бертрандон де ла Брок'єр, що відвідав місто в 1432 році, похвалив Інала за справедливість його урядування. 30 липня 1432 року відновив мінарет мечеті Катеб аль-Велая. Того ж року брав участь у кампанії проти Кара Османа, бея Ак-Коюнлу, зі спробою захопити Діярбакір. 
У 1433 році Інала було відвищенодо еміра сотні й командира тисячі, а  також призначено наїбом Рухи, але цю посаду Інал прийняв неохоче. У 1437 році призначається наїбом Сафада.
1442 року від султана Джакмака отримав посаду давадар кабіра («великого виконавчого секретаря» чи першого радника) і став членом правлячої ради. У 1445 році султан Джакмак зробив його атабеком аль-асакіром (головнокомандувачем армій). 2 липня 1450 року Інал, Джакмак та Тамам бін Абд аль-Разік, емір аль-маджліс (командувач ради), були оточені джульбанами (загін у 1000 мамлюків на кшталт особистою гвардії) дорогою до цитаделі. Джульбани вимагали звільнення з-під варти десяти мамлюків, нещодавно арештованих за наказом Танама. Іналу вдалося заспокоїти їх, пообіцявши звільнити в'язнів-мамлюків. Не дійшовши до цитаделі, вони зустріли Зайн аль-Діна Ях'ю, устадара (мажордома) та провідну фігуру джульбану, і побили його кийками, змусивши втекти. Затриманих мамлюків звільнили наступного дня. 1446 року очолював кампанію проти госпітальєрів на Родосі, але після 40-денної облоги Інал вимушен був відступити.
1453 року після смерті Джакмака почався розгардіяж серед мамлюків, що не бажали султаном Усмана, сина попереднього володаря. 15 березня 1453 року останього було повалено, а трон передано Іналові. 16 березня халіф аль-Каїм визнав Інал султаном. 9 квітня Інал ув'язнив Усмана в Александрії.
Продовжив політику на зміцнення відносин з Османською імперією. Обидва султани Інал і Мехмед II регялрно обмінювалися листами та цінними подарунками. Разом з тим Інал розпочав політику із просування в південній Анатолії. 1456 року за підтримки султана бейлик Рамазанидів атакував Ібрагім-бея II, правителя Караману. 1457 року мамлюцьке військо захопило Тарс і Адану, після чого рушило до Кесарії, яку розграбували й взяли в облогу Конью. Ібрагім-бей II здався й вимушен був визнати зверхність Мамлюцькогос ултанату над Караманідським беліком.
Використовував джульбанів, щоб нагнати страху по всьому Єгипту. Через часті набіги останніх на ринки та магазини багато власників закривали їх, а інші мамлюки посилювали власні укріплення. 
15 червня 1455 року Інал зіткнувся з заколотом 500 своїх черкеських мамлюків після того, як зібрав їх для початку походу проти бедуїнських племен, які вдерлися в макмалату Аль-Бухайра (регіон гирла Нілу). Султан відхилив їхні прохання про верблюдів через погані економічні умови султанату. Як наслідок, мамлюки зібралися на кінному ринку Каїра, відмовившись брати участь в поході. Потім вони спробували вбити давадар-кабіра Юнуса аль-Акбаї. Потім до повстанців приєдналися мамлюкм Захірі (фракція, з якої спочатку походив Інал), і згодом вони взяли в облогу Цитадель, вимагаючи підвищення зарплати та передачі Юнуса. Усі спроби Інала заспокоїти мамлюки виявилися невдалими. На бік повсталих перейшов халіф аль-Каїм. Але мамлюки Інала зрештою придушили заколот. Інал заарештував аль-Каїма та ув'язнив його в Александрії, замість нього халіфом поставив аль-Мустанджида. Незважаючи на повстання, Інал надав мамлюкам верблюдів, яких вони вимагали, і похід до аль-Бухайри був успішним.
У грудні 1456 року молоді мамлюки підняли повстання, вимагаючи збільшення платні, на що Інал погодився без опору та покарання. В подальшому регулярно відбувалися різні виступи мамлюків, що вимагали призначення або звільнення різних посадовців, на що султан йшов без особливого спротиву.
У 1457 році Інал замовив будівництво двох хамамів («громадських лазень») та великого раба («громадської резиденції») в районі Байн-ель-Касрайн. Поки ці проекти тривали, він вирішив розширити Касабу, яка служила головною магістраллю Каїра. Щоб відступити дорогу, він наказав знести кілька старих споруд, які обмежували потік транспорту. Ібн Тагрібірді схвалив проект, написавши, що він приніс велику користь широкій громадськості.
1458 року прийняв у Каїрі Жака, позашлюбного сина кіпрського короля Жака II, який прибув просити допомогу проти зведеної сестри — королеви Шарлотти. Втім остання погодилася сплачувати щорічну збільшену данину, після чого Інал відмовив у допомозі Жакові.У відповідь повстали мамлюки, які підтримували претендента. Тому султан змінив рішення та надал Жаку флот, з яким той 5 серпня 1460 року захопив частину Кіпру.
У 1460 році в Каїрі поширилася чума, вбивши тисячі його мешканців, включаючи приблизно 1400 султанських мамлюків. Інал та його рада джульбанів вирішили розподілити ікта та земельні володіння власників, які померли, між собою. Як наслідок джульбани накопичили величезну кількість ікта.
3 лютого 1461 року він захворів, після чого зріксяо влади на користь сина Ахмад II, що став султаном 25 лютого. Наступного дня Інал пмоер.